# Marcos Nine
Marcos Nine Búa, nascut a A Illa de Arousa el 1977, és un director, productor i guionista de cinema gallec.

## Trajectòria
Va col·laborar com a guionista en sèries de Galega com Terra de Miranda i Mareas vivas, i com a director va començar la seva carrera amb el curtmetratge Carcamáns (2003), sobre la tragèdia del Prestige a l'Illa d'Arousa. El seguiria el documental Pensando en Soledad (2006) sobre José Ernesto Díaz-Noriega, pioner de la cinematografia a Galícia, que té un versió abreujada,  J.E.D.N. José Ernesto Díaz-Noriega (2006).
Amb el documental Historia unde parroquia (2007), on retrata la vida de la Val de Xestoso (Monfero). ) pel seu barri, va guanyar els Premi Mestre Mateo al Millor Documental. A Fábrica (2008) va guanyar el segon premi del Festival de Curtmetratges Gallecs de Sada i va ser reconegut com el millor curtmetratge documental al 5è on&off Internacional Festival de Cinema de Ribadeo. El mateix any va guanyar els Mestre Mateo al millor guió per la sèrie As leis de Celavella.
Aarón (2009) va guanyar el Premi Mestre Mateo al millor treball experimental, i el premi al millor curtmetratge documental a la IV edició de Curtas na Rede. Manuscritos Pompeanos (2010) va rebre els Mestre Mateo a la mateixa categoria l'any següent (2011). El mateix any, amb Radiografia dun autor de tebeos, sobre l'obra de l'autor de còmics gallecs David Rubín, també va guanyar els Mestre Mateo al millor documental.
Altres obres de la seva autoria són els llargmetratges O Premio da Rubia (2008) i La Brecha (2011), així com el curtmetratge O Sol nos Chaos (2010) .
També va ser guionista i muntador del llargmetratge Piedad (2012) de Otto Roca, i codirector del curtmetratge Losada (2011).
Actualment està gravant el documental Na procura da besta, en el qual diversos dibuixants de cómics donen compte de les seves experiències en el gènere, i A Viaxe de Leslie, sobre la mort de l'actor britànic. Leslie Howard durant la segona guerra mundial davant de la costa de Cedeira.

## Premis i nominacions

### Premis Mestre Mateo
| Any  | Categoria                | Film                     | Resultay |
| ---- | ------------------------ | ------------------------ | -------- |
| 2007 | Millor direcció          | Historia dunha parroquia | Nominat  |
| 2008 | Millor obra experimental | Soidade ^ 3              | Nominat  |
| 2014 | Millor muntatge          | A viaxe de Leslie        | Guayador |
| 2022 | Millor documental        | A virxe roxa             | Guayador |